# 11-es főút (Szlovákia)
A 11-es főút Szlovákia egyik első osztályú főútvonala, mely Csacát és Zsolnát köti össze. A főút teljes hossza 36,827 km hosszú. Egyébként a főútvonal az E75 része.